# Ramatura

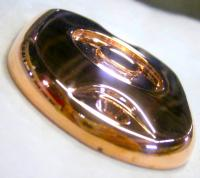
Oggetto in alluminio ramato

La ramatura è un processo mediante cui su un oggetto viene applicato, per via galvanica, uno strato di rame.
Il trattamento consiste in bagni elettrolitici in cui anodo e catodo sono rispettivamente il rame e l'oggetto da ramare. Tali bagni possono essere:
- alcalini, dove l'elettrolita è costituito dal cianuro complesso Na₃Cu(CN)4,
- acidi, dove l'elettrolita è costituito da solfato rameico e acido solforico.

I primi sono solitamente usati nella ramatura del ferro, poiché i bagni acidi non sono adatti. Questi ultimi, invece, sono utilizzati in particolare quando si ha bisogno di aggiungere strati di rame di maggiore spessore. Per aggiungere uno strato di rame più spesso su un oggetto di ferro, si può sottoporre questo ad un bagno alcalino e, in un secondo momento, a quello acido.